# Runologie

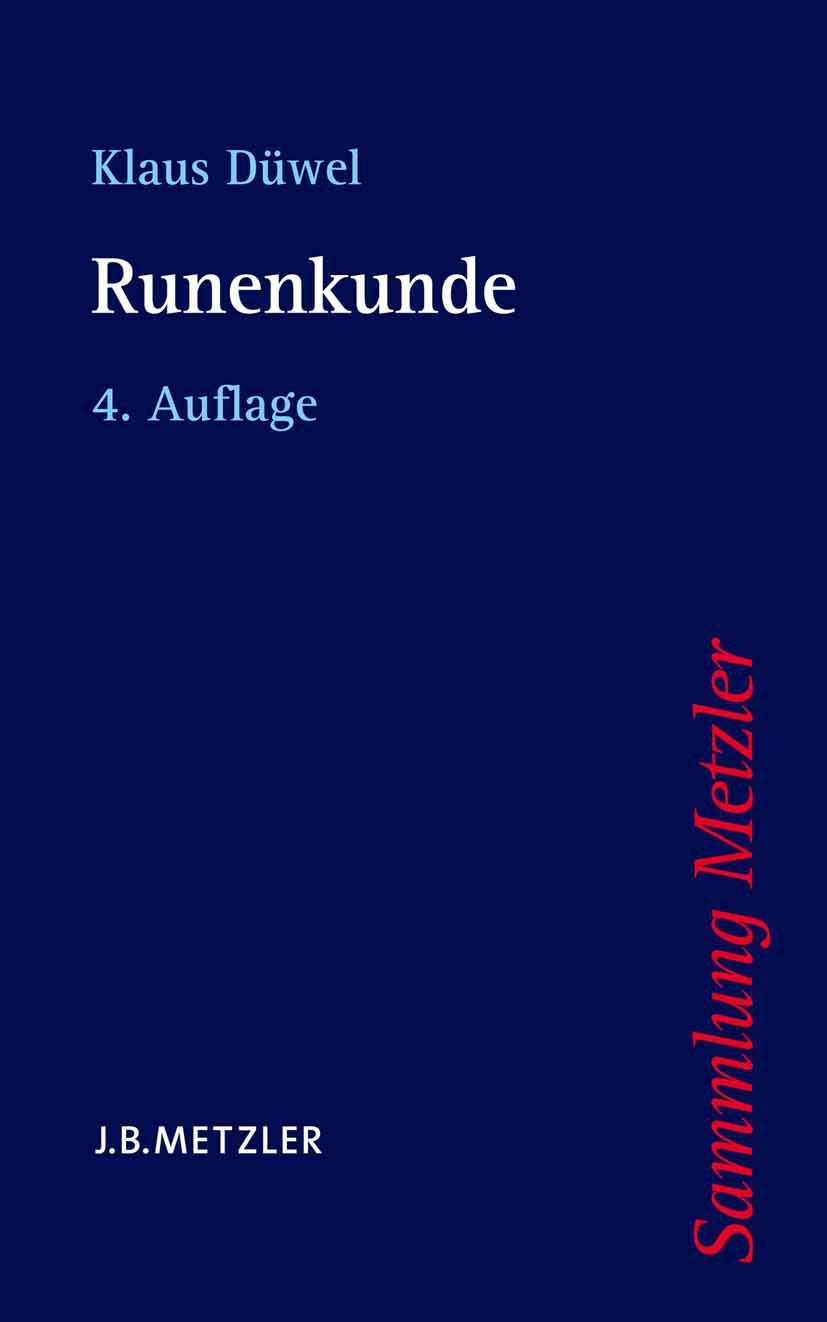
Klaus Düwel: Runenkunde – 2008

Runologie (die Lehre von den Runen, auch Runenkunde) ist eine geisteswissenschaftliche Disziplin, die sich mit dem Ursprung, der Entwicklung und der Funktion der Runenschrift befasst. Sie erforscht Runendenkmäler mit philologischen Mitteln, um Erkenntnisse über Kultur und Sprachgeschichte zur Zeit der Völkerwanderung und der Wikinger zu gewinnen. Es handelt sich um ein Teilgebiet der Germanistik und Skandinavistik.